# Distrito Escolar do Condado de Duval
As Escolas Públicas do Condado de Duval (Duval County Public Schools, DCPS) é um distrito escolar do Condado de Duval, Flórida. Tem a sua sede em Jacksonville. Gere 172 escolas e tem aproximadamente 123.000 estudantes. O conselho escolar do distrito tem sete membros.